# Puchar Białorusi w piłce siatkowej mężczyzn (2022)
Puchar Białorusi w piłce siatkowej mężczyzn 2022 – 32. sezon rozgrywek o siatkarski Puchar Białorusi zorganizowany przez Białoruski Związek Piłki Siatkowej. Rozgrywki zainaugurowane zostały 7 października 2022 roku. Składały się z fazy kwalifikacyjnej, fazy półfinałowej oraz turnieju finałowego, w ramach którego rozegrano półfinały, mecz o 3. miejsce oraz finał.
Turniej finałowy odbył się w dniach 23-24 grudnia 2022 roku w Pałacu Sportu "Uruczje" w Mińsku.
Po raz piąty Puchar Białorusi zdobył klub Szachcior Soligorsk, który w finale pokonał Stroitiel Mińsk. Najlepszym zawodnikiem turnieju finałowego został Andriej Marczenko.

## System rozgrywek
Puchar Białorusi 2022 składał się z fazy kwalifikacyjnej, fazy półfinałowej oraz turnieju finałowego. Stroitiel Mińsk jako uczestnik rosyjskiej Superligi w sezonie 2022/2023 udział w rozgrywkach rozpoczął od fazy półfinałowej.
Faza kwalifikacyjna

W fazie kwalifikacyjnej drużyny podzielone zostały na dwie grupy (A i B). Cztery najlepsze zespoły Pucharu Białorusi 2021 automatycznie przydzielono do grup w następujący sposób:
- grupa A: drużyny, które zajęły 1. i 4. miejsce w Pucharze Białorusi 2021;
- grupa B: drużyny, które zajęły 2. i 3. miejsce w Pucharze Białorusi 2021.

Pozostałe zespoły trafiły do określonych grup w drodze losowania. W poszczególnych grupach drużyny rozgrywały między sobą po dwa spotkania w ramach czterech turniejów (po dwa turnieje w każdej grupie). Gospodarzami turniejów byli półfinaliści Pucharu Białorusi 2021. Do fazy półfinałowej awansowały po dwa zespoły z każdej grupy oraz najlepsza drużyna z 3. miejsca w grupie.
Faza półfinałowa

W fazie półfinałowej drużyny ponownie podzielone zostały na dwie grupy (A i B) zgodnie z poniższym kluczem:
- grupa A: 1A, 2B, najlepsza drużyna z 3. miejsca;
- grupa B: 2A, 1B, Stroitiel Mińsk.

Zespoły w ramach grup rozegrały między sobą po jednym meczu w ramach turniejów organizowanych przez zwycięzców grup fazy kwalifikacyjnej. Dwie najlepsze drużyny z każdej grupy awansowały do turnieju finałowego.
Turniej finałowy

Turniej finałowy składał się z półfinałów, meczu o 3. miejsce oraz finału. Pary półfinałowe wyłonione zostały w drodze losowania. Do drużyn, które wygrały grupy fazy półfinałowej, dolosowane zostały zespoły z 2. miejsc. Zwycięzcy w półfinałowych parach rozgrywali mecz finałowy o Puchar Białorusi, natomiast przegrani rywalizowali o 3. miejsce.

## Drużyny uczestniczące
| Wyższa liga (9 drużyn) | Wyższa liga (9 drużyn) |
| ---------------------- | ---------------------- |
| Borisow-BGUFK          | faza półfinałowa       |
| Eniergija Homel        | faza półfinałowa       |
| Kamunalnik Mohylew     | faza kwalifikacyjna    |
| Legion Obuchowo        | 4. miejsce             |
| MAPID Mińsk            | faza kwalifikacyjna    |
| Marko-WGTU Witebsk     | 3. miejsce             |
| Stroitiel Mińsk        | 2. miejsce             |
| Szachcior Soligorsk    | zwycięstwo             |
| Zapadnyj Bug Brześć    | faza kwalifikacyjna    |

## Rozgrywki

### Faza kwalifikacyjna
awans do fazy półfinałowej

#### Grupa A
Tabela
| Lp. | Drużyna             | Mecze | Mecze   | Mecze   | Pkt | Sety | Sety | Sety  | Małe punkty | Małe punkty | Małe punkty |
| Lp. | Drużyna             | M     | W (3:2) | P (2:3) | Pkt | wyg. | prz. | ratio | zdob.       | str.        | ratio       |
| --- | ------------------- | ----- | ------- | ------- | --- | ---- | ---- | ----- | ----------- | ----------- | ----------- |
| 1   | Szachcior Soligorsk | 6     | 6 (0)   | 0 (0)   | 18  | 18   | 0    | MAX   | 455         | 325         | 1.400       |
| 2   | Borisow-BGUFK       | 6     | 4 (1)   | 2 (0)   | 11  | 12   | 9    | 1.333 | 468         | 489         | 0.957       |
| 3   | Zapadnyj Bug Brześć | 6     | 1 (0)   | 5 (2)   | 5   | 8    | 15   | 0.533 | 470         | 521         | 0.902       |
| 4   | Kamunalnik Mohylew  | 6     | 1 (1)   | 5 (0)   | 2   | 3    | 17   | 0.176 | 417         | 475         | 0.878       |

Źródło: БФВ (ros.)
Punktacja: 3:0 i 3:1 – 3 pkt; 3:2 – 2 pkt; 2:3 – 1 pkt; 1:3 i 0:3 – 0 pkt
Zasady ustalania kolejności: 1. liczba zwycięstw; 2. liczba punktów; 3. stosunek setów; 4. stosunek małych punktów; 5. bilans w bezpośrednich meczach
Wyniki spotkań
| 07.10.2022 16:30 (UTC+3) | Szachcior Soligorsk | 3:0 (25:14, 25:19, 25:20) raport | Zapadnyj Bug Brześć | Kompleks sportowy "Trest Szachtaspiecbud", Soligorsk |

| 07.10.2022 19:00 (UTC+3) | Borisow-BGUFK | 3:0 (25:22, 25:21, 25:22) raport | Kamunalnik Mohylew | Kompleks sportowy "Trest Szachtaspiecbud", Soligorsk |

| 08.10.2022 15:30 (UTC+3) | Zapadnyj Bug Brześć | 2:3 (16:25, 16:25, 25:21, 25:21, 10:15) raport | Kamunalnik Mohylew | Kompleks sportowy "Trest Szachtaspiecbud", Soligorsk |

| 08.10.2022 18:00 (UTC+3) | Szachcior Soligorsk | 3:0 (25:15, 25:19, 25:10) raport | Borisow-BGUFK | Kompleks sportowy "Trest Szachtaspiecbud", Soligorsk |

| 09.10.2022 11:30 (UTC+3) | Borisow-BGUFK | 3:2 (25:21, 15:25, 25:23, 21:25, 15:6) raport | Zapadnyj Bug Brześć | Kompleks sportowy "Trest Szachtaspiecbud", Soligorsk |

| 09.10.2022 14:00 (UTC+3) | Kamunalnik Mohylew | 0:3 (21:25, 21:25, 11:25) raport | Szachcior Soligorsk | Kompleks sportowy "Trest Szachtaspiecbud", Soligorsk |

| 14.10.2022 15:30 (UTC+3) | Szachcior Soligorsk | 3:0 (25:22, 25:12, 25:17) raport | Zapadnyj Bug Brześć | Centrum wychowania fizycznego i zdrowia, Borysów |

| 14.10.2022 18:00 (UTC+3) | Borisow-BGUFK | 3:0 (25:23, 33:31, 25:16) raport | Kamunalnik Mohylew | Centrum wychowania fizycznego i zdrowia, Borysów |

| 15.10.2022 15:30 (UTC+3) | Zapadnyj Bug Brześć | 3:0 (25:19, 25:23, 25:22) raport | Kamunalnik Mohylew | Centrum wychowania fizycznego i zdrowia, Borysów |

| 15.10.2022 18:00 (UTC+3) | Szachcior Soligorsk | 3:0 (25:15, 29:27, 26:24) raport | Borisow-BGUFK | Centrum wychowania fizycznego i zdrowia, Borysów |

| 16.10.2022 11:30 (UTC+3) | Borisow-BGUFK | 3:1 (32:30, 26:24, 16:25, 25:20) raport | Zapadnyj Bug Brześć | Centrum wychowania fizycznego i zdrowia, Borysów |

| 16.10.2022 14:00 (UTC+3) | Kamunalnik Mohylew | 0:3 (22:25, 21:25, 15:25) raport | Szachcior Soligorsk | Centrum wychowania fizycznego i zdrowia, Borysów |

#### Grupa B
Tabela
| Lp. | Drużyna            | Mecze | Mecze   | Mecze   | Pkt | Sety | Sety | Sety  | Małe punkty | Małe punkty | Małe punkty |
| Lp. | Drużyna            | M     | W (3:2) | P (2:3) | Pkt | wyg. | prz. | ratio | zdob.       | str.        | ratio       |
| --- | ------------------ | ----- | ------- | ------- | --- | ---- | ---- | ----- | ----------- | ----------- | ----------- |
| 1   | Marko-WGTU Witebsk | 6     | 4 (1)   | 2 (1)   | 12  | 14   | 11   | 1.273 | 566         | 525         | 1.078       |
| 2   | Eniergija Homel    | 6     | 4 (1)   | 2 (0)   | 11  | 14   | 8    | 1.750 | 517         | 461         | 1.121       |
| 3   | Legion Obuchowo    | 6     | 2 (0)   | 4 (1)   | 7   | 10   | 12   | 0.833 | 458         | 490         | 0.935       |
| 4   | MAPID Mińsk        | 6     | 2 (1)   | 4 (1)   | 6   | 8    | 15   | 0.533 | 461         | 526         | 0.876       |

Źródło: БФВ (ros.)
Punktacja: 3:0 i 3:1 – 3 pkt; 3:2 – 2 pkt; 2:3 – 1 pkt; 1:3 i 0:3 – 0 pkt
Zasady ustalania kolejności: 1. liczba zwycięstw; 2. liczba punktów; 3. stosunek setów; 4. stosunek małych punktów; 5. bilans w bezpośrednich meczach
Wyniki spotkań
| 07.10.2022 16:00 (UTC+3) | Eniergija Homel | 3:2 (22:25, 25:19, 16:25, 25:19, 15:9) raport | Legion Obuchowo | Obiekt sportowy "Futbolnyj kłub Witiebsk", Witebsk |

| 07.10.2022 19:00 (UTC+3) | Marko-WGTU Witebsk | 3:2 (25:7, 18:25, 25:16, 16:25, 15:10) raport | MAPID Mińsk | Obiekt sportowy "Futbolnyj kłub Witiebsk", Witebsk |

| 08.10.2022 16:00 (UTC+3) | MAPID Mińsk | 0:3 (21:25, 19:25, 16:25) raport | Legion Obuchowo | Obiekt sportowy "Futbolnyj kłub Witiebsk", Witebsk |

| 08.10.2022 19:00 (UTC+3) | Marko-WGTU Witebsk | 3:1 (16:25, 25:20, 27:25, 25:22) raport | Eniergija Homel | Obiekt sportowy "Futbolnyj kłub Witiebsk", Witebsk |

| 09.10.2022 14:00 (UTC+3) | Eniergija Homel | 3:0 (25:16, 25:22, 25:14) raport | MAPID Mińsk | Obiekt sportowy "Futbolnyj kłub Witiebsk", Witebsk |

| 09.10.2022 17:00 (UTC+3) | Legion Obuchowo | 3:0 (25:23, 25:22, 25:19) raport | Marko-WGTU Witebsk | Obiekt sportowy "Futbolnyj kłub Witiebsk", Witebsk |

| 14.10.2022 17:00 (UTC+3) | Marko-WGTU Witebsk | 2:3 (28:26, 25:12, 21:25, 22:25, 15:17) raport | MAPID Mińsk | Hala sportowa "Łokomotiw", Homel |

| 14.10.2022 19:30 (UTC+3) | Eniergija Homel | 3:0 (25:19, 25:12, 25:16) raport | Legion Obuchowo | Hala sportowa "Łokomotiw", Homel |

| 15.10.2022 17:00 (UTC+3) | MAPID Mińsk | 3:1 (22:25, 25:20, 25:23, 25:21) raport | Legion Obuchowo | Hala sportowa "Łokomotiw", Homel |

| 15.10.2022 19:30 (UTC+3) | Marko-WGTU Witebsk | 3:1 (22:25, 30:28, 25:17, 27:25) raport | Eniergija Homel | Hala sportowa "Łokomotiw", Homel |

| 16.10.2022 13:00 (UTC+3) | Eniergija Homel | 3:0 (27:25, 25:21, 25:22) raport | MAPID Mińsk | Hala sportowa "Łokomotiw", Homel |

| 16.10.2022 15:30 (UTC+3) | Legion Obuchowo | 1:3 (17:25, 25:20, 18:25, 15:25) raport | Marko-WGTU Witebsk | Hala sportowa "Łokomotiw", Homel |

### Faza półfinałowa
awans do turnieju finałowego

#### Grupa A
Tabela
| Lp. | Drużyna             | Mecze | Mecze   | Mecze   | Pkt | Sety | Sety | Sety  | Małe punkty | Małe punkty | Małe punkty |
| Lp. | Drużyna             | M     | W (3:2) | P (2:3) | Pkt | wyg. | prz. | ratio | zdob.       | str.        | ratio       |
| --- | ------------------- | ----- | ------- | ------- | --- | ---- | ---- | ----- | ----------- | ----------- | ----------- |
| 1   | Szachcior Soligorsk | 2     | 2 (0)   | 0 (0)   | 6   | 6    | 0    | MAX   | 150         | 87          | 1.724       |
| 2   | Legion Obuchowo     | 2     | 1 (0)   | 1 (0)   | 3   | 3    | 4    | 0.750 | 133         | 164         | 0.811       |
| 3   | Eniergija Homel     | 2     | 0 (0)   | 2 (0)   | 0   | 1    | 6    | 0.167 | 138         | 170         | 0.812       |

Źródło: БФВ (ros.)
Punktacja: 3:0 i 3:1 – 3 pkt; 3:2 – 2 pkt; 2:3 – 1 pkt; 1:3 i 0:3 – 0 pkt
Zasady ustalania kolejności: 1. liczba zwycięstw; 2. liczba punktów; 3. stosunek setów; 4. stosunek małych punktów; 5. bilans w bezpośrednich meczach
Wyniki spotkań
| 04.11.2022 17:30 (UTC+3) | Szachcior Soligorsk | 3:0 (25:13, 25:17, 25:19) raport | Eniergija Homel | Kompleks sportowy "Trest Szachtaspiecbud", Soligorsk |

| 05.11.2022 17:00 (UTC+3) | Eniergija Homel | 1:3 (20:25, 21:25, 25:20, 23:25) raport | Legion Obuchowo | Kompleks sportowy "Trest Szachtaspiecbud", Soligorsk |

| 06.11.2022 14:00 (UTC+3) | Legion Obuchowo | 0:3 (11:25, 19:25, 8:25) raport | Szachcior Soligorsk | Kompleks sportowy "Trest Szachtaspiecbud", Soligorsk |

#### Grupa B
Tabela
| Lp. | Drużyna            | Mecze | Mecze   | Mecze   | Pkt | Sety | Sety | Sety  | Małe punkty | Małe punkty | Małe punkty |
| Lp. | Drużyna            | M     | W (3:2) | P (2:3) | Pkt | wyg. | prz. | ratio | zdob.       | str.        | ratio       |
| --- | ------------------ | ----- | ------- | ------- | --- | ---- | ---- | ----- | ----------- | ----------- | ----------- |
| 1   | Stroitiel Mińsk    | 2     | 2 (0)   | 0 (0)   | 6   | 6    | 2    | 3.000 | 192         | 167         | 1.150       |
| 2   | Marko-WGTU Witebsk | 2     | 1 (0)   | 1 (0)   | 3   | 4    | 3    | 1.333 | 167         | 152         | 1.099       |
| 3   | Borisow-BGUFK      | 2     | 0 (0)   | 2 (0)   | 0   | 1    | 6    | 0.167 | 129         | 169         | 0.763       |

Źródło: БФВ (ros.)
Punktacja: 3:0 i 3:1 – 3 pkt; 3:2 – 2 pkt; 2:3 – 1 pkt; 1:3 i 0:3 – 0 pkt
Zasady ustalania kolejności: 1. liczba zwycięstw; 2. liczba punktów; 3. stosunek setów; 4. stosunek małych punktów; 5. bilans w bezpośrednich meczach
Wyniki spotkań
| 04.11.2022 17:00 (UTC+3) | Marko-WGTU Witebsk | 3:0 (25:17, 25:23, 25:14) raport | Borisow-BGUFK | Obiekt sportowy "Futbolnyj kłub Witiebsk", Witebsk |

| 05.11.2022 18:00 (UTC+3) | Borisow-BGUFK | 1:3 (18:25, 25:19, 13:25, 19:25) raport | Stroitiel Mińsk | Obiekt sportowy "Futbolnyj kłub Witiebsk", Witebsk |

| 06.11.2022 17:00 (UTC+3) | Stroitiel Mińsk | 3:1 (25:23, 23:25, 25:21, 25:23) raport | Marko-WGTU Witebsk | Obiekt sportowy "Futbolnyj kłub Witiebsk", Witebsk |

### Turniej finałowy

#### Półfinały
| 23.12.2022 17:00 (UTC+3) | Stroitiel Mińsk | 3:1 (25:13, 23:25, 25:9, 28:26) | Legion Obuchowo | Pałac Sportu "Uruczje", Mińsk |

| 23.12.2022 19:30 (UTC+3) | Szachcior Soligorsk | 3:0 (25:17, 25:20, 25:17) | Marko-WGTU Witebsk | Pałac Sportu "Uruczje", Mińsk |

#### Mecz o 3. miejsce
| 24.12.2022 16:30 (UTC+3) | Legion Obuchowo | 1:3 (18:25, 25:17, 18:25, 23:25) | Marko-WGTU Witebsk | Pałac Sportu "Uruczje", Mińsk |

#### Finał
| 24.12.2022 19:30 (UTC+3) | Stroitiel Mińsk | 2:3 (21:25, 25:22, 19:25, 25:22, 7:15) | Szachcior Soligorsk | Pałac Sportu "Uruczje", Mińsk |

## Nagrody indywidualne
| Nagroda                  | Zawodnik                                   |
| ------------------------ | ------------------------------------------ |
| Najlepszy zawodnik (MVP) | Andriej Marczenko (Szachcior Soligorsk)    |
| Najlepszy środkowy       | Iłla Burau (Szachcior Soligorsk)           |
| Najlepszy atakujący      | Iwan Korotajew (Stroitiel Mińsk)           |
| Najlepszy rozgrywający   | Alaksiej Kurasz (Szachcior Soligorsk)      |
| Najlepszy libero         | Stanisłau Zabarouski (Szachcior Soligorsk) |
| Źródło:                  |                                            |